# Antonius Friedrich Gottlieb Heyneman
Antonius Friedrich Gottlieb Heyneman, auch: Heinemann geschrieben (* 8. März 1751; † 17. November 1804 in Rotterdam), war ein deutscher Orgelbauer, der in den Niederlanden wirkte.

## Leben
Heyneman war Sohn des berühmten hessischen Orgelbauers Johann Andreas Heinemann aus Laubach. Er erlernte den väterlichen Beruf bei Christian Ludwig König. Später übersiedelte er in die Niederlande und nahm die niederländische Schreibweise seines Namens an. Am 20. Juni 1781 wurde er Bürger der Stadt Nijmegen und heiratete dort 1782. Im Jahr 1800 zog er nach Rotterdam, wo er im Jahr 1804 starb.

## Werk
In den Niederlanden sind etliche Umbauten, Reparaturen und Instandhaltungsverträge nachgewiesen, insbesondere in Rotterdam, Nijmegen und ’s-Hertogenbosch, aber auch einige Neubauten. Er erwarb sich einen Ruf als einer der „besten inländischen Künstler und Handwerker“ und schuf auch Kabinettorgeln. Rudolf Knol war für kurze Zeit sein Schüler und vollendete ab 1785 den Orgelneubau in Bozum. Klanglich charakteristisch für Heynemans Instrumente, die vom Rokoko und dem frühen Klassizismus geprägt sind, sind die zahlreichen Flötenstimmen und die Terzmixturen.

## Werkliste
In der fünften Spalte bezeichnet die römische Zahl die Anzahl der Manuale, ein großes „P“ ein selbstständiges Pedal, ein kleines „p“ ein nur angehängtes Pedal. Die arabische Zahl gibt die Anzahl der klingenden Register an. Die letzte Spalte bietet Angaben zum Erhaltungszustand oder zu Besonderheiten.
| Jahr      | Ort              | Kirche                    | Bild | Manuale | Register | Bemerkungen |
| --------- | ---------------- | ------------------------- | ---- | ------- | -------- | --- |
| 1777      | Heteren          | Hervormde kerk            |      |         |          | |
| 1777      | Weurt            | Sint-Andreaskerk          |      | I/P     |          | |
| 1778      | Bimmen           | St. Martinus              |      | I/p     | 7        | erhalten |
| 1781      | Ravenstein       | Protestantse kerk         |      | I       | 5        | erhalten |
| 1781      | Nijmegen         | Lutherse kerk             |      |         |          | Erweiterung der Orgel von Matthijs van Deventer (1756) |
| 1781      | Zwartebroek      | Gereformeerde kerk        |      |         |          | Orgel unbekannter Herkunft 1869 nach De Lier und 1925 nach Zwartebroek umgesetzt; 1964 abgebrochen; Gehäuse in veränderter Form in neuer Kirche wiederverwendet                                                                                            |
| 1782      | Waardenburg      | Hervormde Kerk            |      | I/P     | 11       | 1863 Orgelneubau durch K. M. van Puffelen (II/p/15) unter Einbeziehung etlicher Register von Heyneman; elf Register teilweise erhalten |
| 1783–1785 | Bozum            | Hervormde kerk            |      | II/P    | 17       | Neubau wurde von 1785 bis 1791 von Knol fortgeführt |
| 1785–1787 | ’s-Hertogenbosch | St.-Johannes-Kathedrale   |      | III/P   | 43       | Erweiterungsumbau bzw. Neubau hinter Prospekt und unter Einbeziehung vieler Register von Florentius Hocque (1634); erhalten |
| 1788      | Nijmegen         | Minderbroederkerk         |      | I/P     | 7        | |
| 1788      | Vught            | Hervormde kerk            |      | I       | 9        | 1817 nach Kriegsschäden Neubau durch Gebr. van Hirtum, die Teile der Heyneman-Orgel übernahmen; 1962 Umsetzung nach Esch (Foto); 2009–2010 durch J. C. van Rossum auf ursprünglichen Zustand rekonstruiert, zwei Register ganz und zwei teilweise erhalten |
| 1795–1796 | Zaltbommel       | Grote of St. Maartenskerk |      | III/P   | 40       | Verbesserung und Erweiterung der Orgel von Andries Wolfferts (1786) um fünf Register |
| 1800      | Gouda            | Sint Janskerk             |      | III/P   | 52       | Erweiterung der Orgel von Jacob François Moreau (1732–1756) um ein Register |
| 1804      | Maassluis        | Grote kerk                |      | III/P   | 42       | Instandsetzungsarbeiten der Orgel von Rudolf Garrels (1729–1732); zum großen Teil erhalten |